# Alice Moitié
Alice Moitié, née le 11 décembre 1991 à Paris, est une photographe et réalisatrice française.
Elle a notamment collaboré avec des artistes comme Orelsan, PNL, Miley Cyrus ou Angèle ou des marques comme Louis Vuitton, Givenchy, Nike ou Adidas,.

## Biographie
Alice Moitié naît à Paris et y reste jusqu’à l’âge de 10 ans. C'est durant son adolescence qu'elle comme à s’intéresser à la photographie, en partageant quelques clichés sur Facebook sans démarche artistique. C’est une manière pour elle d’archiver ses souvenirs,. Son parrain lui offre son premier appareil photo, un argentique, ce qui l’oblige à plus réfléchir à ses clichés pour ne pas devoir changer et acheter de nouvelles pellicules ou de nouveau développement tout le temps,. À cette époque, elle est plus attirée par l’illustration et plus particulièrement l’univers de la BD,.
Après son baccalauréat, elle s’inscrit dans une classe préparatoire d’arts appliqués en lettre moderne dans le7e arrondissement de Paris qu’elle quitte après 3 mois car cela ne lui convient pas. Elle arrive néanmoins à préparer et être admissible à l’école des Gobelins en section photo. Par manque de travail et d’engagement scolaire, elle se fait remercier de l’école 3 mois après son entrée et rejoint l’agence Iconoclast.
Elle se fait connaître sur les réseaux sociaux, notamment Instagram, puis via un site internet et commence à signer ses premiers contrats de publicités et de shootings d’artiste. Elle dit avoir besoin de contraintes pour être créative et c’est pour cette raison qu’elle ne produit presque rien pour elle-même.
En 2014, elle fait ses premiers pas dans la musique en réalisant la pochette d’album Shake Shook Shaken de The Dø.
En 2017, elle fait sa première pub pour la marque automobile Mercedes pour la campagne « Grow up. Get a job. Drive » avec A$AP Rocky, ce qui lui permet de changer de dimension,. La même année, elle réalise le clip et la direction artistique de l’EP du producteur Myd.
En 2019, elle réalise un shooting de Miley Cyrus pour la marque Converse,.
En 2021, elle réalise sa première œuvre de fiction, l’épisode Jusqu'à Saint-Molars de la série 6 X Confiné.e.s,,,,,. La même année, elle réalise la cover de l’album Civilisation d’Orelsan,.
Fin 2022, elle sort un calendrier avec différentes personnalités en format NFT.
Début 2023, elle fait partie du grand jury du Festival international de la bande dessinée d’Angoulême. Durant la même année, elle incarne Fanny dans la mini-série dramatique Canis Familiaris,, avant de prêter ses traits à Oksana dans la comédie Un stupéfiant Noël !.
En 2024, elle fait partie du jury de la catégorie « Court-métrage » du festival de Gérardmer,.
Le travail photographique d’Alice Moitié se distingue par une palette de couleurs vives et une esthétique influencée par la culture pop. Ses compositions, souvent spontanées, intègrent des éléments d’humour et de surréalisme, tout en mettant en avant des scènes du quotidien traitées de manière décalée,.